# Iriguchi no nai deguchi
Iriguchi no nai deguchi (入口のない出口) è un album di raccolta del girl group giapponese Momoiro Clover, pubblicato in Giappone nel 2013.

## Tracce
1. Ano Sora e Mukatte (あの空へ向かって)
2. Milky Way (MILKY WAY)
3. Rough Style (ラフスタイル Rafu Sutairu)
4. Momoiro Punch (ももいろパンチ)
5. Daisuki!! (だいすき!!)
6. Dream Wave
7. Hello...Goodbye (Hello･･･goodbye)
8. Kibun wa Super Girl (気分はSuper Girl)
9. Saikyō Pare Parade (最強パレパレード Saikyō Pareparēdo)
10. Mirai e Susume! (未来へススメ!)
11. Tsuyoku Tsuyoku (ツヨクツヨク)
12. Words of the Mind -Brandnew Journey- (words of the mind -brandnew journey-)
13. Believe
14. Hashire! (走れ!)
15. Kimi Yuki (きみゆき)
16. Rough Style for Momoiro Clover Z (ラフスタイル for ももいろクローバーZ)
17. Ano Sora e Mukatte (あの空へ向かって（Z Ver.）) – Bonus track